# IOS 14
iOS 14是蘋果公司針對其iPhone和iPod Touch系列產品而開發的iOS流動作業系統的第14個主要版本。iOS 14於2020年6月23日該公司的WWDC上發佈，成為iOS 13的下一代系統。正式版於2020年9月17日向公眾發佈。

## 系統特點
iOS 14在使用介面上有著更大的變化，此為首度iOS主畫面被允許放置小部件，並深度嵌入人工智能進行自動分類。

### App Clips
App Clips是對App Store功能擴展的新功能，其目的是作為動態功能而不是永久安裝的應用程式，App Clips極為精簡，幾乎沒有操作系統許可。開發者可以透過Xcode SDK製作一個小於10 MB的App Clips，提供一些簡單功能予用家而無需下載完整的應用程式，如單車租賃、地圖閱覽等。
在該功能發布時，僅顯示使用Apple Pay配合付款和透過登入蘋果公司裝置來登錄。App Clips可能會通過NFC晶片（iPhone 7或更高版本適用）或帶有App Clips品牌的QR碼來打開App Clips，也可以透過iMessage，或置於網站或地圖中打開App Clips。

### CarPlay
新版本的CarPlay已更新為讓用戶自訂內置的背景圖片。新版本中地圖的導航功能擴展至具有提醒用戶可用停泊點的功能，例如泊車及點餐。此外，CarPlay還會考慮電動車充動站的位置，使用者現在亦可以於地圖的導航功能中尋找得到為汽車充電的位置。
iOS 14更可透過NFC解鎖及啟動汽車，汽車鑰匙會以卡片形式在Wallet中儲存，也可以將鑰匙透過iMessage分享給親友。

### 車匙
車匙功能容許iPhone於兼容的汽車上使用NFC技術以充當虛擬汽車鑰匙。蘋果公司於蘋果公司全球軟體開發者年會2020上所展示的首款兼容汽車為2021年的BMW 5系列。鑰匙是可以共享的；共享可能是暫時性的，也可能會給予限制。若果iPhone電量不足的情況下，車匙功能仍可通過iPhone約五個小時的電力儲備來進行車匙功能。車匙功能需要在2018年或之後發布的iPhone才能使用。

### 主屏幕
在先前版本中，主屏幕上的圖標是按順序重新排列並直接與應用程式相對應的，用戶可以添加應用程序圖標和新引入的應用程式小工具。iOS 14的主屏幕跟先前版本不同，頁面可以隨意添加或刪除。這讓用戶可以隱藏不常用的應用程式並避免混亂。

#### 小工具
在第一頁的左側， 「今天檢視（Today View）」由可滾動的窗口小部件用戶界面所取代。用戶可以把各種窗口小部件置於主屏幕上，它位於應用程式圖示之中；它們的大小可以調整為2：2，水平2：4或4：4的圖示。為了方便起見，用戶可以自由調整小部件的大小，並可以把各種大小相同的小部件互相堆疊並在之間滑動，最多可以在同一格放置10個小部件；該智慧堆疊可根據一天中的時間自動向用戶顯示最相關的小部件。

#### App資料庫
在最後一頁的右側，App資料庫會按功能自動列出並分類安裝於裝置上的應用程式。每個類別中的應用程式會根據其使用頻率進行排列。除了推薦的應用程式類別外，有一個名為「最近」的類別會列出最近安裝的應用程式以及最近打開App Clips的應用程式在一起。用戶可以搜索他們想要的應用程式，或按字母順序來瀏覽它們。用戶也可以將不需要的App頁面隱藏。

### 簡潔的用戶界面
iOS 14進行了一系列的改變，以減少昔日全屏界面所佔用的視覺空間；這樣的界面現在顯示並懸停在應用程式前方，容許觸碰後面的應用程式（因此可進行多任務處理）。語音通話界面，包括電話，或其他第三方應用程式，如Skype，來電都會以全新的精簡設計呈現，界面變得更薄，不會佔據整個屏幕，其佔用的空間大約是通知的空間。Siri的界面現在也變得很簡潔。
畫中畫容許用戶在離開應用程式後影片以縮圖形式於裝置的角落播放，此功能亦支援FaceTime，用戶可以在任何應用程式中使用FaceTime，他們可以一邊繼續觀看影片播放，一邊使用其他應用程式（或接聽語音來電，例如同時使用FaceTime）。此縮圖的大小可以透過捏合手勢作調整，或暫時移出屏幕，然後重新召喚以進行多任務處理。
畫中畫目前支援Safari和FaceTime，以及多個第三方應用程式，包括Disney+、ESPN、HBO Max、Netflix及Prime Video。此功能在發佈時於YouTube應用程式中不可用；Google隨後宣布YouTube將於即將發布的更新中支援畫中畫，但僅適用於YouTube Premium的訂閱者。
若用戶希望恢復iOS 13以前的全屏幕界面，他們可以於設定中切換。

### 搜尋與Siri
主屏幕上的搜索功能進行了改進，包括精細的用戶界面、應用程式的快速啟動器、更詳細的網頁搜索、應用程式內搜索的捷徑，並改進了按用戶鍵入的搜索建議。
Siri有著全新設計的界面，它可以如畫中畫功能般以縮圖形式於裝置的角落開啟，無需佔用整個畫面。其界面雖然簡潔以便下方的內容變得可見，但它不允許同時進行多任務處理，因為設計師們不清楚界面將如何被關閉。Siri現在可以回答更多類型及更廣泛的問題，並可翻譯更多的語言。用戶還可以與聯絡人分享他們的預計到達時間並詢問騎行路線。

### 私隱

#### App Store
在iOS14.3及更高版本上，App Store現在會顯示每個應用程式所需的權限（因此用戶在下載之前查看和了解該應用程式所需的權限）。用戶可以更改位置權限以通知應用程式大概的位置，並在不需要精確位置時保障隱私。

#### 麥克風、相機和剪貼板的使用通知
每當應用程式使用麥克風或相機時，屏幕頂部都會出現錄製指示燈，麥克風的是橙點，相機為綠點。同樣，當應用程式進入剪貼板時，將會顯示一則通知。

#### 限制廣告商進入Apple ID
在iOS 14發布期間，蘋果公司承諾透過限制應用程式對蘋果公司的廣告商識別（又稱為IDFA或廣告商識別器）的進入來改善用戶的隱私。這一變化被推遲至「2021年初的iOS/iPadOS 14.5」，讓開發人員遷移到更隱私友好的替代方案。Facebook 尤其反對此類隱私措施，認為小企業需要訪問用戶數據以進行定向廣告。Facebook對此類隱私措施尤其反對，認為小企業需要進入用戶數據以進行針對性廣告。Verizon的子公司Flurry Analytics的統計數據顯示，在iOS 14.5發布後，所有消費者中只有11-12%和4%的美國消費者允許Facebook追踪他們，這被稱為Facebook的「噩夢」。而中國有公司就試圖利用中國廣告協會(CAA) 開發名為 CAID（CAA Advertising ID） 的新技術，加入到應用程式。最終事件被Apple 發現，並拒絕這些APP上架。

#### Wi-Fi MAC地址隨機化
裝置現在為每個Wi-Fi網絡使用不同的MAC地址，而不是使用物理裝置Wi-Fi的MAC地址。

#### 本地網絡限制
一種新的隱私選項可以限制某些應用程式從發現，並通過Bonjour或其他網絡協議跟家用網絡中的其他裝置進行交互。

### 安全性
iOS 14 的主要變化之一是引入了一種新的、緊密的沙盒化的「BlastDoor」服務，該服務現在負責幾乎所有iMessage中不受信任數據的解析。BlastDoor以安全的方式檢查所有收件區的訊息，這可以防止訊息中任何的惡意代碼及操作系統其餘部分的交互或進入用戶的數據。
發送至目標的特製訊息不能再與文件系統交互或執行網絡操作。
如果鏡頭模組無法檢測是蘋果公司正品組件，系統將會向用戶發出警告。

### ARKit 4
ARKit 4引入了深度API，這用於從iPad Pro和iPhone 12上的LiDAR傳感器獲取深度信息。ARKit 4還引入了「位置錨（Location Anchor）」，它使用來自蘋果地圖的數據並實現增強現實體驗擴張實境放在地理坐標上，還有其他較小的改進。

### MagSafe
iOS 14為iPhone 12系列添加了MagSafe配件的支援，每個配件都配有一個新的動畫。

### 其他功能
- 表情圖標的鍵盤更新了搜索功能。iOS 14為Memoji和Animoji增加了20種新髮型和頭飾樣式，包括Memoji的面罩選項。
- 使用者的電子郵件和瀏覽器應用程式 — 在默認情況下，內置電郵應用程式和Safari，現在可以被更改[30]。
- 在2017年及之後發布的iPhone（iPhone 8、iPhone 8 plus及iPhone X）上，一項新的輔助功能讓用戶透過手機的加速度計雙擊裝置的背面來執行常見的任務（例如，打開控制中心或運行捷徑）。
- 裝置無法自動讀取近距離無線通訊的用戶，可以在控制中心添加一個捷徑來做到這一點。
- iOS 14引入了對VP9編解碼器的支援，容許以4K解析度播放YouTube影片。在Safari中，啟用VP9支援是透過WebRTC啟用，默認情況下處於禁用狀態[31][32]。
- 在備忘錄的應用程式中，現在使用的是經改進了「設備智能（on-device intelligence）」以更容易找到筆記[11]。應用程式中的擬物紙質感也已被刪除[33]。
- 在美國，天氣應用程式現在可顯示美國的空氣質素指標，以及下一小時的每分鐘預測。蘋果公司現在使用來自他們最近收購的服務Dark Sky的數據，而不僅僅是天氣頻道[34][35]。
- Game Center現在可以直接整合成為Apple Arcade[36]。
- 用於時間的滾輪選擇器的尺寸已減小，另外還可以選擇使用數字鍵盤[37]。
- 一項名為「聲音識別」的新輔助功能，讓iPhone收聽預定義的聲音，並在檢測到特定音頻時發出警報。透過這種方式，iPhone可以檢測到火災、各種警報器、動物、多種家庭噪音以及正在哭泣的嬰兒或有人在大聲叫喊[38]。
- Apple Music的圖標重新設計為漸變紅色，類似於iOS 7至8.3中所使用的圖標。
- iOS 12的壁紙已被移除，並在iOS 14.2中添加了8張新壁紙。
- 放大鏡現在是一個獨立的應用程式，可以在控制中心之外進入。
- 在iOS 14.2上的「測量（Measure）」中添加了「人們檢測（People Detection ）」。
- Apple Watch配備了iOS 14.5和watchOS 7.4上戴著口罩解鎖的面容識別功能（Face ID）。
- 用戶可以更改預設瀏覽器和郵件應用程式至其他第三方應用程式[39]。

## 應用程式功能

### 日曆
日曆應用程式現在支援1582年10月15日之前的儒略曆格式。

### 相機
相機應用程式獲得了多項新功能。功能包括：
- 能夠在iPhone XS及更新型號上從前置攝像頭拍攝鏡像的照片。
- QR碼讀取增強。
- iPhone 11和IPhone SE (第二代)及更新機型上的具有曝光補償的操控。
- 所有iPhone型號在視頻模式下快速切換下可更改分辨率和幀頻。在此之前，此功能僅限於iPhone 11和iPhone 11 Pro。
- 快拍（QuickTake）影片功能適用於iPhone XR和iPhone XS。
- iPhone 11和iPhone 11 Pro的相機使用者界面適用於iPhone XR和iPhone XS。
- 捕捉連拍照片的快拍影片支援裝置上的音量按鈕操作。
- iPhone 11和iPhone 11 Pro更新了夜間模式拍攝體驗。

鏡頭到拍攝性能也得到了改進。根據蘋果公司的說法，照片的拍攝速度可以提高90%，首次拍攝的時間現在最多可加快25%，而人像拍攝的速度提高15%。

### FaceTime
在iPhone XS及更新機型上，FaceTime現在會自動調整眼睛的視覺外觀，以將鏡頭置於顯示來電者眼睛的上方，從而實現直接的雙向眼神交流。此外，如果來電者與多人的通話中使用手語，他們的視窗則會相應地集中在其上。
iPhone XS及更新機型上的FaceTime現在支援Wi-Fi上的1080p影片。iOS 14.2新增了對 iPhone 8 及更高版本 Wi-Fi 上的 1080p FaceTime 視頻的支持，以及iPhone 12上對5G和Wi-Fi的支援。FaceTime現在支援畫中畫模式。這讓用戶在其他應用程式之間進行多任務處理時繼續看到其他人。單點擊可將視窗擴展回全屏幕，雙點擊FaceTime視窗可以將其大小更改為小、中或大。

### 家庭
家庭應用程式進行了設計更改，以強調建議的配件以及標記為喜愛的配件。此外，還添加了一組主要的自動化功能，以便與兼容的HomeKit裝置配合使用；這種自動化需要iPad、HomePod或Apple TV的存在，以促進裝置上的處理。
家庭安全鏡頭可以指示僅在活動發生在預先選定的活動區域時提醒用戶。此外，在照片應用程序中執行的面部識別可用於根據識別的人發出警報，並與智能門鈴一同使用。
支援色溫的智能照明產品可能會被指示配對預設色溫設定。由於藍光的存在是一個主要的定時因素（zeitgeber）— 影響對晝夜節律的時間感知的因素 — 此功能旨在鼓勵白天的活動和早晚的平靜。

### 訊息
在訊息的應用程式中，使用者現在可以在其他訊息之上把最多九個單獨的對話置頂。使用iMessage進行群組對話可加設自訂頭像，表情符號（emoji）或是人像符號（Memoji）。訊息加入了「提到」功能，用戶現在可以輸入聯絡人姓名來提及其他用戶以直接向對方發送訊息，並將通知設置更改為僅在明確提及時得到通知。訊息可以直列方式回覆，同時在群組對話中，它允許多人同時進行對話和查看一般對話中的回覆，或直接對某項特定的訊息進行回覆。

### 地圖
Apple Maps現在可以給使用者提供單車導航路線的選項，並提供包括海拔和樓梯的資訊。它還為用戶提供了多項選擇，如建議路線和不太繁忙的街道。單車導航路線選項將會於紐約、洛杉磯、舊金山、上海和北京推出。蘋果公司宣布他們將繼續向美國以外的國家/地區推出增強型地圖細節，包括加拿大、英國和愛爾蘭，以及未來將會更多。
蘋果公司還推出了電動載具路線，這讓用戶在規劃路線時考慮充電站，並選擇一條可以在需要時充電的路線。此功能需要與汽車整合。蘋果公司目前正與福特汽車和BMW合作，在他們的電動汽車上實現這一功能。
世界各地針對不同地方已添加精選指南，當中例如建議去哪裡吃飯、購物和探索。

### Safari
作為iOS預設的網頁瀏覽器，Safari現提供網頁翻譯和密碼監察等功能，以防止數據洩露的能力，其重大的改進為對JavaScript的表現，並為網站上的跟踪器製作隱私報告予用家。網頁翻譯方面，Safari新增了七種語言的網頁翻譯工具：英語、西班牙語、簡體中文、法語、德語、俄語和巴西葡萄牙語。此功能在推出時僅可用於美國和加拿大，但從那時起就開始向更多國家/地區推出。

### 翻譯
iOS 14內置了全新的翻譯app，提供語言的離線下載，在離線時也能提供完整的功能。

## 支援裝置
所有支援iOS 13的裝置都支援iOS 14。
自iPhone OS 3、iOS 9及iOS 12以來第四個支援所有搭載前代作業系統裝置的iOS版本。不過，部分功能並非適用於所有裝置。（如：相機快拍僅支援 iPhone XS或以後機型）
同理，iPadOS 14與iOS 14一樣，它支援所有支援iPadOS 13的裝置。有關iPad裝置的系統更新，詳見iPadOS支援裝置。
| - iPhone 6S - iPhone 6S Plus - iPhone SE - iPhone 7 - iPhone 7 Plus - iPhone 8 - iPhone 8 Plus - iPhone X - iPhone XS - iPhone XS Max - iPhone XR - iPhone 11 - iPhone 11 Pro - iPhone 11 Pro Max - iPhone SE (第二代) - iPhone 12 mini - iPhone 12 - iPhone 12 Pro - iPhone 12 Pro Max | - 第七代 |

## 版本歷史
iOS 14的第一個開發者測試版於2020年6月23日發布，而第一個公開測試版於2020年7月8日發布。iOS 14於2020年9月17日正式發布。
|  | 历史版本 |  | 目前版本 |  | Beta |

| 版本   | 版本詳情            | 組建     | 日期           | 備註                                                                             |
| ------ | ------------------- | -------- | -------------- | -------------------------------------------------------------------------------- |
| 14.0   | Developer beta 1    | 18A5301v | 2020年6月23日  |                                                                                  |
| 14.0   | Developer beta 2    | 18A5319i | 2020年7月8日   |                                                                                  |
| 14.0   | Public beta 2       | 18A5319i | 2020年7月8日   |                                                                                  |
| 14.0   | Developer beta 3    | 18A5332f | 2020年7月23日  |                                                                                  |
| 14.0   | Public beta 3       | 18A5332f | 2020年7月23日  |                                                                                  |
| 14.0   | Developer beta 4    | 18A5342e | 2020年8月5日   |                                                                                  |
| 14.0   | Public beta 4       | 18A5342e | 2020年8月5日   |                                                                                  |
| 14.0   | Developer beta 5    | 18A5351d | 2020年8月19日  |                                                                                  |
| 14.0   | Public beta 5       | 18A5351d | 2020年8月19日  |                                                                                  |
| 14.0   | Developer beta 6    | 18A5357e | 2020年8月26日  |                                                                                  |
| 14.0   | Public beta 6       | 18A5357e | 2020年8月26日  |                                                                                  |
| 14.0   | Developer beta 7    | 18A5369b | 2020年9月4日   |                                                                                  |
| 14.0   | Public beta 7       | 18A5369b | 2020年9月4日   |                                                                                  |
| 14.0   | Developer beta 8    | 18A5373a | 2020年9月10日  |                                                                                  |
| 14.0   | Public beta 8       | 18A5373a | 2020年9月10日  |                                                                                  |
| 14.0   | Golden Master       | 18A373   | 2020年9月16日  |                                                                                  |
| 14.0   | 正式版              | 18A373   | 2020年9月17日  |                                                                                  |
| 14.0.1 | 正式版              | 18A393   | 2020年9月24日  |                                                                                  |
| 14.1   | Golden Master       | 18A8395  | 2020年10月14日 |                                                                                  |
| 14.1   | 正式版              | 18A8395  | 2020年10月21日 |                                                                                  |
| 14.2   | Developer beta 1    | 18B5052h | 2020年9月18日  |                                                                                  |
| 14.2   | Public beta 1       | 18B5052h | 2020年9月18日  |                                                                                  |
| 14.2   | Developer beta 2    | 18B5061e | 2020年9月30日  |                                                                                  |
| 14.2   | Public beta 2       | 18B5061e | 2020年9月30日  |                                                                                  |
| 14.2   | Developer beta 3    | 18B5072f | 2020年10月14日 |                                                                                  |
| 14.2   | Public beta 3       | 18B5072f | 2020年10月14日 |                                                                                  |
| 14.2   | Developer beta 4    | 18B5083a | 2020年10月21日 |                                                                                  |
| 14.2   | Public beta 4       | 18B5083a | 2020年10月21日 |                                                                                  |
| 14.2   | Golden Master       | 18B91    | 2020年10月31日 |                                                                                  |
| 14.2   | 正式版              | 18B92    | 2020年11月6日  |                                                                                  |
| 14.2.1 | 正式版              | 18B121   | 2020年11月20日 | 只適用於iPhone 12和iPhone 12 Pro                                                 |
| 14.3   | Developer beta 1    | 18C5044f | 2020年11月13日 |                                                                                  |
| 14.3   | Public beta 1       | 18C5044f | 2020年11月13日 |                                                                                  |
| 14.3   | Developer beta 2    | 18C5054c | 2020年11月18日 |                                                                                  |
| 14.3   | Public beta 2       | 18C5054c | 2020年11月18日 |                                                                                  |
| 14.3   | Developer beta 3    | 18C5061a | 2020年12月3日  |                                                                                  |
| 14.3   | Public beta 3       | 18C5061a | 2020年12月3日  |                                                                                  |
| 14.3   | Release Candidate   | 18C65    | 2020年12月9日  |                                                                                  |
| 14.3   | Release Candidate 2 | 18C66    | 2020年12月11日 |                                                                                  |
| 14.3   | 正式版              | 18C66    | 2020年12月15日 |                                                                                  |
| 14.4   | Developer beta 1    | 18D5030e | 2020年12月17日 |                                                                                  |
| 14.4   | Public beta 1       | 18D5030e | 2020年12月17日 |                                                                                  |
| 14.4   | Developer beta 2    | 18D5043d | 2021年1月14日  |                                                                                  |
| 14.4   | Public beta 2       | 18D5043d | 2021年1月14日  |                                                                                  |
| 14.4   | Release Candidate   | 18D52    | 2021年1月22日  |                                                                                  |
| 14.4   | 正式版              | 18D52    | 2021年1月27日  |                                                                                  |
| 14.4.1 | 正式版              | 18D61    | 2021年3月9日   |                                                                                  |
| 14.4.2 | 正式版              | 18D70    | 2021年3月27日  |                                                                                  |
| 14.5   | Developer beta 1    | 18E5140j | 2021年2月2日   |                                                                                  |
| 14.5   | Public beta 1       | 18E5140j | 2021年2月2日   |                                                                                  |
| 14.5   | Developer beta 2    | 18E5154f | 2021年2月17日  |                                                                                  |
| 14.5   | Public beta 2       | 18E5154f | 2021年2月17日  |                                                                                  |
| 14.5   | Developer beta 3    | 18E5164h | 2021年3月3日   |                                                                                  |
| 14.5   | Public beta 3       | 18E5164h | 2021年3月3日   |                                                                                  |
| 14.5   | Developer beta 4    | 18E5178a | 2021年3月16日  |                                                                                  |
| 14.5   | Public beta 4       | 18E5178a | 2021年3月16日  |                                                                                  |
| 14.5   | Developer beta 5    | 18E5186a | 2021年3月24日  |                                                                                  |
| 14.5   | Public beta 5       | 18E5186a | 2021年3月24日  |                                                                                  |
| 14.5   | Developer beta 6    | 18E5194a | 2021年4月1日   |                                                                                  |
| 14.5   | Public beta 6       | 18E5194a | 2021年4月1日   |                                                                                  |
| 14.5   | Developer beta 7    | 18E5198a | 2021年4月8日   |                                                                                  |
| 14.5   | Public beta 7       | 18E5198a | 2021年4月8日   |                                                                                  |
| 14.5   | Developer beta 8    | 18E5199a | 2021年4月14日  |                                                                                  |
| 14.5   | Public beta 8       | 18E5199a | 2021年4月14日  |                                                                                  |
| 14.5   | Release Candidate   | 18E199   | 2021年4月21日  |                                                                                  |
| 14.5   | 正式版              | 18E199   | 2021年4月27日  |                                                                                  |
| 14.5.1 | 正式版              | 18E212   | 2021年5月4日   |                                                                                  |
| 14.6   | Developer beta 1    | 18F5046f | 2021年4月23日  |                                                                                  |
| 14.6   | Public beta 1       | 18F5046f | 2021年4月23日  |                                                                                  |
| 14.6   | Developer beta 2    | 18F5055b | 2021年5月1日   |                                                                                  |
| 14.6   | Public beta 2       | 18F5055b | 2021年5月1日   |                                                                                  |
| 14.6   | Developer beta 3    | 18F5065a | 2021年5月11日  |                                                                                  |
| 14.6   | Public beta 3       | 18F5065a | 2021年5月11日  |                                                                                  |
| 14.6   | Release Candidate   | 18F71    | 2021年5月18日  |                                                                                  |
| 14.6   | Release Candidate 2 | 18F72    | 2021年5月22日  |                                                                                  |
| 14.6   | 正式版              | 18F72    | 2021年5月25日  |                                                                                  |
| 14.7   | Developer beta 1    | 18G5023c | 2021年5月20日  |                                                                                  |
| 14.7   | Public beta 1       | 18G5023c | 2021年5月20日  |                                                                                  |
| 14.7   | Developer beta 2    | 18G5033e | 2021年6月3日   |                                                                                  |
| 14.7   | Public beta 2       | 18G5033e | 2021年6月3日   |                                                                                  |
| 14.7   | Developer beta 3    | 18G5042c | 2021年6月15日  |                                                                                  |
| 14.7   | Public beta 3       | 18G5042c | 2021年6月15日  |                                                                                  |
| 14.7   | Developer beta 4    | 18G5052d | 2021年6月30日  |                                                                                  |
| 14.7   | Public beta 4       | 18G5052d | 2021年6月30日  |                                                                                  |
| 14.7   | Developer beta 5    | 18G5063a | 2021年7月9日   |                                                                                  |
| 14.7   | Public beta 5       | 18G5063a | 2021年7月9日   |                                                                                  |
| 14.7   | Release Candidate   | 18G68    | 2021年7月14日  |                                                                                  |
| 14.7   | 正式版              | 18G69    | 2021年7月20日  |                                                                                  |
| 14.7.1 | 正式版              | 18G82    | 2021年7月27日  |                                                                                  |
| 14.8   | 正式版              | 18H17    | 2021年9月14日  |                                                                                  |
| 14.8.1 | 正式版              | 18H107   | 2021年10月27日 | 僅適用於未更新到 iOS 15 的設備，需要在 iOS 14.5.1 和 14.8 之間安裝，沒有解決方法 |

## 外部連結
- 官方網站 （页面存档备份，存于） （繁體中文）